# Ékfarkú sas

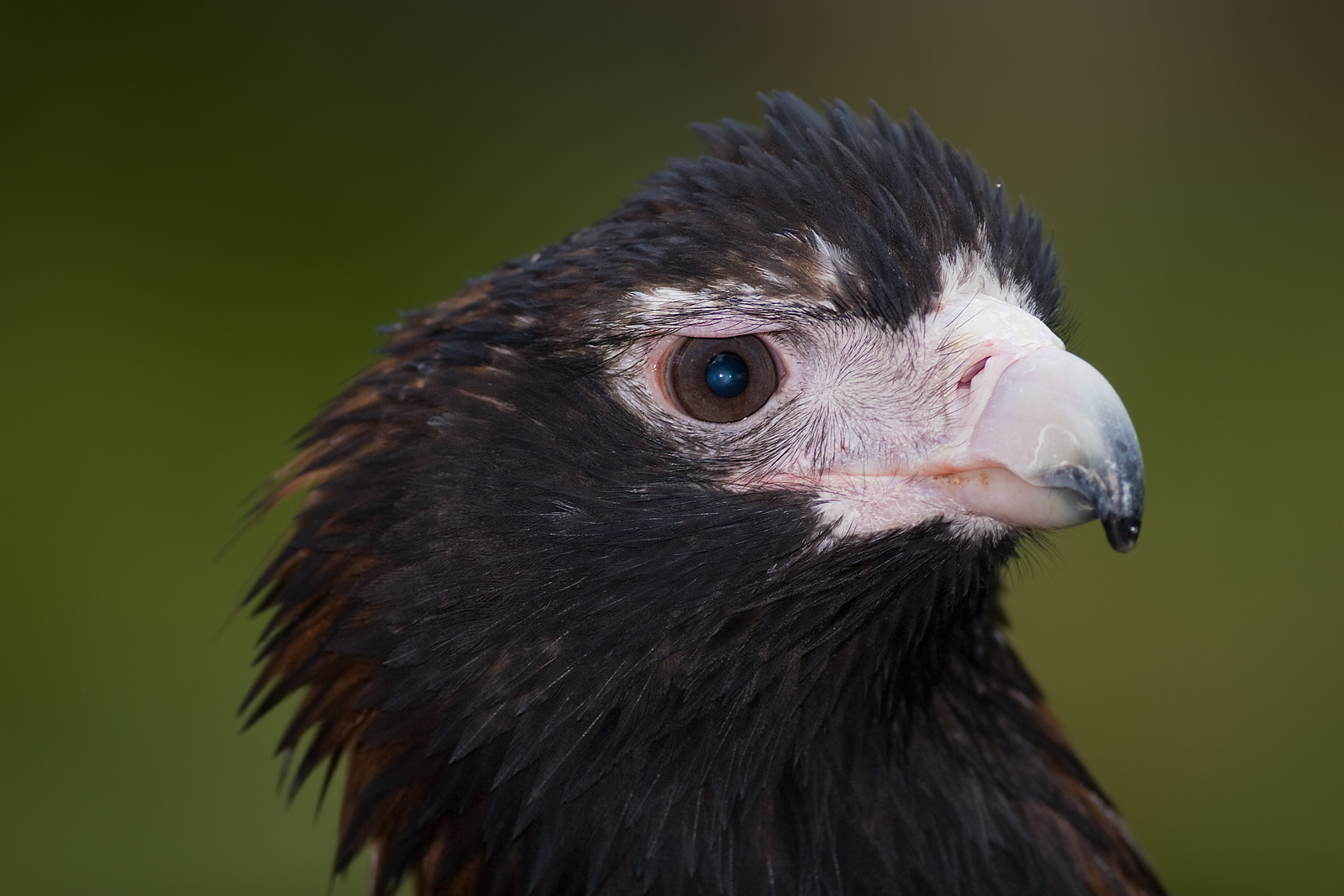
Portré

Az ékfarkú sas (Aquila audax) a madarak (Aves) osztályának a vágómadár-alakúak (Accipitriformes) rendjébe, ezen belül a vágómadárfélék (Accipitridae) családjába tartozó faj.

## Előfordulása
Ausztrália, Indonézia és Pápua Új-Guinea területén él.

## Alfajai
- ékfarkú sas (Aquila audax audax) – ez az alfaj él az elterjedési terület java részén
- tasmán ékfarkú sas (Aquila audax fleayi) – ez az alfaj kizárólag Tasmánia szigetén fordul elő; veszélyeztetettnek tartják, alig 200 szabadon élő pár maradt a szigeten

## Megjelenése
Testhossza 85–106 centiméter, szárnyfesztávolsága 180–250 centiméter, a hím testtömege 2–4 kilogramm. A tojó nagyobb a hímnél, maximális súlya több, mint 5 kilogramm is lehet. Tollazata barna, sötétebb mintázattal. Lábai hosszúak és vastagok, hosszú, éles karmokban végződnek. Csőre nagy, horgas és erős.
|  |  |

## Életmódja
Általában emlősökkel táplálkozik, de dögöket is szívesen elfogyaszt.

## Szaporodása
Fészekalja 1 tojásból áll. A kotlási idő 45–50 nap, a fióka még 75–80 napig tartózkodik a fészekben.
|  |  |